# Прва лига Републике Српске у кошарци
1. мушка лига Републике Српске је највиши ранг кошаркашких такмичења које организује Кошаркашки савез Републике Српске . Настала је 1993. године, а тренутно броји 13 клубова.
Такмичење се састоји из 2. фазе:
- Прва фаза представља лигашки дио првенства који се игра по двоструком бод систему (једна утакмица код куће, једна у гостима).
- Друга фаза односно Доигравање (Play-Off), представља такмичење 4 најбоље пласиране екипе након лигашког дијела првенства. Побједник доигравања постаје Првак Републике Српске и обезбјеђује пласман у Прву лугу БиХ.

## Клубови у сезони 2018/19.
- КК Академац, Бања Лука
- КК Будућност Профи, Бијељина
- КК Варда ХЕ, Вишеград
- КК Дервента, Дервента
- ОКК Дрина Принцип, Зворник
- КК Јахорина, Пале
- ОКК Олимп, Шековићи
- КК Радник БНБ, Бијељина
- КК Рогатица, Рогатица
- КК Слобода 73, Нови Град
- КК Старс Баскет, Градишка
- СКК Студент—Игокеа, Бања Лука
- КК Сутјеска, Фоча

## Досадашња финала
| Сезона   | Првак                     | Рез. финала | Финалиста               |
| 1993.    | КК Борац Боровица         | 101-93      | КК Орлови               |
| 1994/95. | КК Борац                  | [ б ]       |                         |
| 1995/96. | КК Борац Нектар           | 125-69      | КК Игокеа               |
| 1996/97. | КК Борац Нектар           | [ г ]       |                         |
| 1997/98. | КК Борац Нектар           | 2-0         | КК Леотар               |
| 1998/99. | КК Борац Нектар           | 2-0         | КК Добој путеви Модрича |
| 1999/00. | КК Игокеа                 | 2-1         | КК Борац Нектар         |
| 2000/01. | КК Игокеа                 | 2-0         | КК Борац Нектар         |
| 2001/02. | КК Борац Нектар           | 2-0         | КК Игокеа               |
| 2002/03. | КК Леотар                 | 2-0         | КК Рудар Угљевик        |
| 2003/04. | КК Радник Бијељина        | 2-1         | КК Рудар Угљевик        |
| 2004/05. | КК Рудар Угљевик          | 2-1         | КК Славија (ИС)         |
| 2005/06. | КК Славија (ИС)           | 2-1         | КК Дрина Бирач          |
| 2006/07. | КК Борац Нектар Бања Лука | 2-1         | КК Младост (МГ)         |
| 2007/08. | КК Младост (МГ)           | 2-0         | КК Радник Бијељина      |
| 2008/09. | КК Сутјеска Фоча          | 2-1         | КК Братунац Минс        |
| 2009/10. | КК Варда ХЕ               | 2-1         | КК Сервицијум           |
| 2010/11. | КК Сервицијум             | 2-0         | КК Сутјеска Фоча        |
| 2011/12. | КК Радник БН баскет       | 2-0         | КК Грађански Бијељина   |
| 2012/13. | КК Грађански Бијљина      | 2-0         | КК Хео                  |
| 2013/14. | КК Хео                    | 2-1         | КК Сутјеска Фоча        |
| 2014/15. | КК Радник БН баскет       | 2-1         | КК Рогатица             |
| 2015/16. | КК Приједор               | 3-1         | КК Студент              |
| 2016/17. | КК Радник БН баскет       | 3-2         | КК Сутјеска Фоча        |
| 2017/18. | КК Братунац               | 3-1         | ОКК Борац Бања Лука     |
| 2018/19. | КК Леотар                 | 3-2         | ОКК Борац Бања Лука     |
| 2019/20  | КК Борац Нектар           | [ д ]       |                         |
| 2020/21  | КК Радник БН баскет       | 3-2         | ОКК Дрина Принцип       |
| 2021/22  | КК Будућност БН           | 3-1         | КК Славија (ИС)         |
| 2022/23  | КК Приједор Спартак       | 3-1         | КК Рогатица             |

### Успјешност клубова
| Клуб                  | Првак                                                                            |
| --------------------- | -------------------------------------------------------------------------------- |
| КК Борац Нектар       | 9 (1993, 1994/95, 1995/96, 1996/97, 1997/98, 1998/99, 2001/02, 2006/07, 2019/20) |
| КК Радник Бијељина    | 5 (2003/04, 2011/12, 2014/15, 2016/17, 2020/21)                                  |
| КК Игокеа             | 2 (1999/00, 2000/01)                                                             |
| КК Леотар             | 2 (2002/03, 2018/19)                                                             |
| КК Приједор           | 2 (2015/16, 2022/23)                                                             |
| КК Рудар Угљевик      | 1 (2004/05)                                                                      |
| КК Славија (ИС)       | 1 (2005/06)                                                                      |
| КК Младост (МГ)       | 1 (2007/08)                                                                      |
| КК Сутјеска Фоча      | 1 (2008/09)                                                                      |
| КК Варда ХЕ           | 1 (2009/10)                                                                      |
| КК Сервицијум         | 1 (2010/11)                                                                      |
| КК Грађански Бијељина | 1 (2012/13)                                                                      |
| КК Хео                | 1 (2013/14)                                                                      |
| КК Братунац           | 1 (2017/18)                                                                      |
| КК Будућност БН       | 1 (2021/22)                                                                      |